# Zdzisław Jagodziński
Zdzisław Konstanty Jagodziński (ur. 14 stycznia 1927 w Białokrynicy, zm. 5 marca 2001 w Londynie) – polski historyk, bibliotekarz, bibliograf, dyrektor Biblioteki Polskiej w Londynie w l. 1973-2001, publicysta i działacz emigracyjny.

## Życiorys
Po wybuchu II wojny światowej w 1940 r. został deportowany wraz z matką Antoniną z d. Poleszczuk do Kazachstanu (ojca Antoniego zesłano do gułagu). W 1941 r. wstąpił do Szkoły Junaków w Tockoje, utworzonej przy 6 Lwowskiej Dywizji Piechoty, która wchodziła w skład formującej się na terenie ZSRR Polskiej Armii gen. W. Andersa. W 1942 r. wraz z armią ewakuował się do Iranu. W wojsku ukończył szkołę i zdał egzamin maturalny. W 1947 r. osiadł w Wielkiej Brytanii i kontynuował naukę. Studiował ekonomię i socjologię (University College Galway), University of London (Birkbeck College) oraz historię na Polskim Uniwersytecie na Obczyźnie, zwanym PUNO, gdzie w 1972 r. obronił doktorat przygotowany pod kierunkiem generała Mariana Kukiela (Anglia wobec sprawy polskiej w okresie Wiosny Ludów 1848-1849).
Początkowo pracował jako urzędnik bankowy, a od 1970 r. był  wykładowcą na PUNO i bibliotekarzem oraz zastępcą kierownika w Bibliotece Polskiej w Londynie (BPL). Po przejściu na emeryturę wieloletniej dyrektorki dr Marii Danilewicz Zielińskiej, 1 października 1973 r. objął kierownictwo Biblioteki. Pod jego kierunkiem książnica rozwijała zbiory, specjalizując się w gromadzeniu m.in. publikacji o Katyniu, rękopisów literackich i spuścizn po politykach i działaczach emigracyjnych. Stworzony przez niego zbiór wydawnictw publikowanych w Polsce w l. 1976-1989 poza cenzurą jest jednym z największych na świecie. W l. 1974-1989 Biblioteka była największym punktem rozdawnictwa książek i czasopism emigracyjnych dla Polaków z kraju. Wspierał opozycję w Polsce, wykorzystując liczne kontakty krajowe i przekazując uzyskane informacje Rozgłośni Polskiej Radia Wolna Europa. W 1976 r. podpisał list pisarzy polskich na Obczyźnie solidaryzujących się z sygnatariuszami protestu przeciwko zmianom w Konstytucji Polskiej Rzeczypospolitej Ludowej (List 59). Był redaktorem „Biesiady Krzemienieckiej” oraz członkiem redakcji „Tek Historycznych”, autorem opracowań bibliograficznych, m.in.: Bibliografii Katyńskiej (2088 pozycji prasowych i 923 pozycje książkowe) i Bibliografii pism i prac gen. Mariana Kukiela. Współpracował z innymi czasopismami i wydawnictwami zbiorowymi, publikując artykuły i rozprawy naukowe, m.in. „Dziennikiem Polskim i Dziennikiem Żołnierza”, „Orłem Białym”, „Kwartalnikiem Kresowym”, „Tygodnikiem Polskim”, „Pamiętnikiem Literackim”, „Zeszytami Katyńskimi”. Był uczestnikiem brytyjskich, polskich i międzynarodowych konferencji bibliotekarskich i kongresów naukowych.
Zmarł 5 marca w swoim londyńskim mieszkaniu. Msza pogrzebowa odbyła się 28 marca 2001 w kościele św. Andrzeja Boboli z udziałem m.in. byłego Prezydenta RP na uchodźstwie Ryszarda Kaczorowskiego. Pochowany został na cmentarzu North Sheen obok rodziców.

## Członkostwo w organizacjach i towarzystwach naukowych
- Polskie Towarzystwo Historyczne w Wielkiej Brytanii  PTHWB (wiceprezes),
- Polskie Towarzystwo Naukowe na Obczyźnie,
- Towarzystwo Historyczno-Literackie w Paryżu,
- Związek Pisarzy Polskich na Obczyźnie,
- Towarzystwo Przyjaciół Katolickiego Uniwersytetu Lubelskiego,
- Komitet Pomocy Polakom na Wschodzie,
- Stowarzyszenia Polskich Kombatantów,

- Instytut Badania Zagadnień Krajowych,

- Instytut Polski i Muzeum im. Gen. Sikorskiego w Londynie,
- Stowarzyszenie Dziennikarzy Polskich[7][8].

## Nagrody i odznaczenia
- Nagroda im. Juliana Godlewskiego, nadana przez Polską Fundację Kulturalną „Libertas” w Rapperswilu (1987),

- Nagroda im. Franciszka i Ireny Skowyrów, nadana przez Instytut Badań nad Polonią i Duszpasterstwem Polonijnym KUL (1994),
- im. Włodzimierza Pietrzaka, nadana przez Katolickie Stowarzyszenie „Civitas Christiana” (1995),

- "Lutetia'99", nadana przez Polskie Stowarzyszenie Autorów, Dziennikarzy i Tłumaczy w Europie,

- Nagroda im. Adama Mickiewicza dla Bibliotekarza Polskiego ufundowana przez The East European Project(1999),
- Krzyż Oficerski (1989),

- Krzyż Kawalerski Orderu Odrodzenia Polski, nadany przez prezydenta RP na uchodźstwie[9],

- Krzyż Kampanii Wrześniowej,

- Medal Polonia Mater Nostra Est przyznany przez Społeczną Fundację Pamięci Narodu Polskiego,

- Złoty Medal Żołnierzy Kresowych,

- Złota Odznaka Związku Ziem Wschodnich RP,

- Medal „Za działalność na rzecz Polonii”, nadany przez Radę Porozumiewawczą Badań nad Polonią[5].

## Wybrane publikacje
- Rząd brytyjski wobec powstania poznańskiego 1848 roku. „Teki Historyczne” T. 13 1963/1964 [druk 1965], s. 59-112,
- Rząd brytyjski wobec Powstania Poznańskiego 1848 roku, Londyn: Polskie Towarzystwo Historyczne w Wielkiej Brytanii 1965,

- Bibliografia Krzemieniecka. „Biesiada Krzemieniecka” 1977 z. 1.,

- Bibliografia prac i pism gen. Mariana Kukiela. „Teki Historyczne” T. 17 1977/1980 [druk 1981], s. 133-245,

- The Katyn bibliography. (Books and pamphlets) – Bibliografia katyńska. (Książki i broszury). London: The Polish Library, Polish Combatants' Association 1982,

- Biblioteka Polska w Londynie 1942-1992. Pod red. Z. Jagodzińskiego. Londyn: Biblioteka Polska – Polski Ośrodek Społeczno-Kulturalny 1993,

- Anglia wobec sprawy polskiej w okresie Wiosny Ludów 1848-1849. Warszawa: Instytut Historii PAN – Neriton 1997,

- Bibliografia druków polskich i Polski dotyczących wydanych poza Polską po 1 września 1939 r. T. 6-8. Londyn: Biblioteka Polska – Polski Ośrodek Społeczno-Kulturalny 1997- 2001,

- Bibliografia Polaków na Wschodzie (b. ZSRR). Red. Jadwiga Szmidt, tłum. Ewa Lipniacka. Londyn: Biblioteka Polska – Polski Ośrodek Społeczno-Kulturalny 2006[10].